# Nabis (Sparta)
Nabis (altgriechisch Νάβις Nábis; † 192 v. Chr.) war von 207 bis 192 v. Chr. König von Sparta. Das Ende seiner Herrschaft war auch das Ende der unabhängigen Politik Spartas.
Während die überwiegend feindselige antike Überlieferung Nabis als illegitimen Herrscher und Tyrannen darstellt, der keinen dynastischen Anspruch auf das Königtum besessen habe, nehmen viele moderne Forscher an, dass Nabis in Wahrheit einer Nebenlinie der Eurypontiden entstammte.

## Machtantritt und Reformen

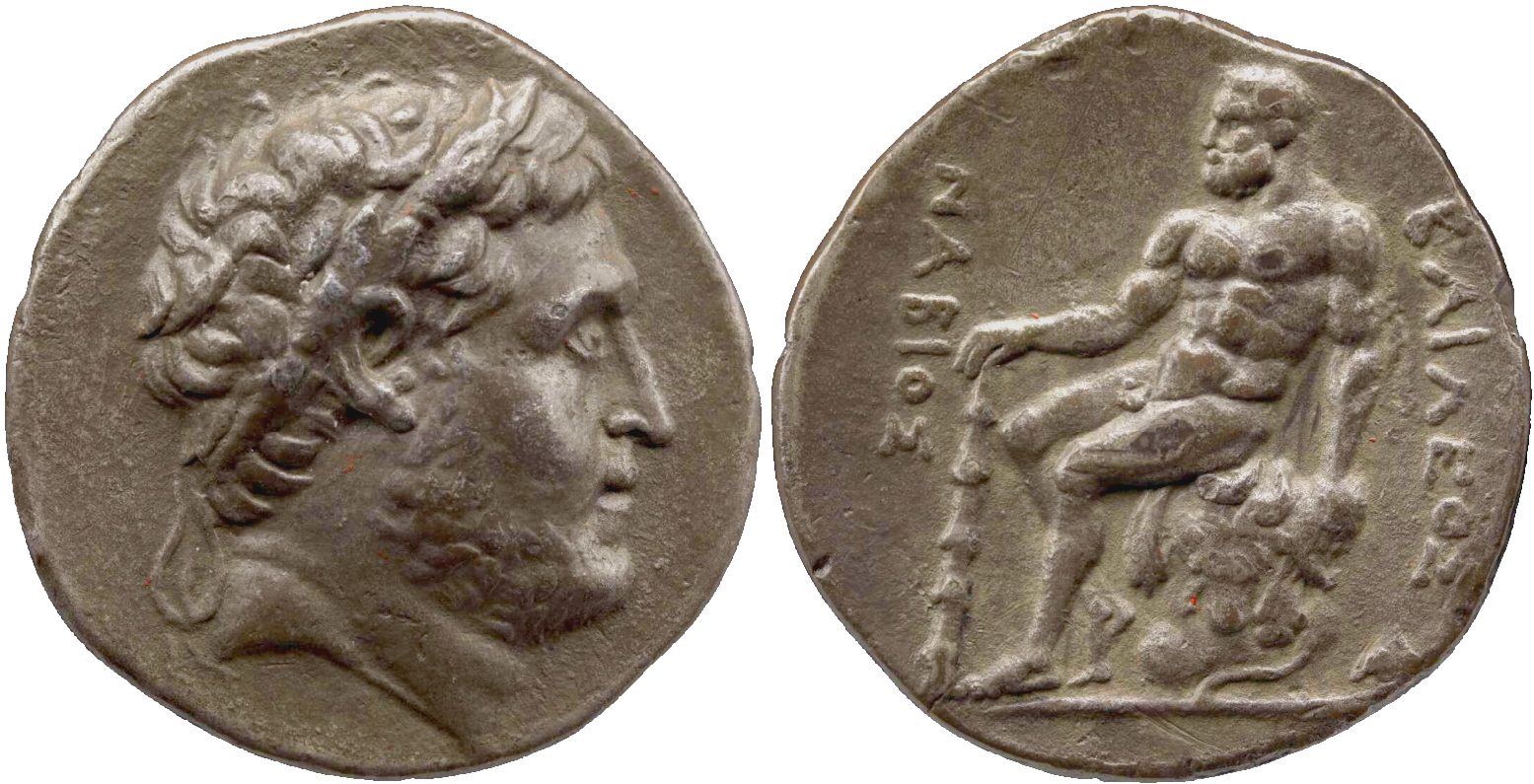
Tetradrachme des Nabis

Nabis wurde um 245 v. Chr. geboren und entstammte wohl einer Seitenlinie der Eurypontiden. 207 v. Chr. gelangte er zunächst als Regent für den minderjährigen König Pelops an die Macht, nach dessen Tod, für den ihn die Quellen teils verantwortlich machen, er selbst König wurde. Nabis setzte im innenpolitischen Bereich die Reformen des früheren Königs Kleomenes III. fort (u. a. Befreiung von Heloten bzw. – wohl wahrscheinlicher – Sklaven, Stärkung der Position des Königs), glich seine Stellung der eines hellenistischen Monarchen an und schaffte daher auch das traditionelle spartanische Doppelkönigtum ab. Auch die Gerusia wurde folgerichtig entmachtet; Nabis, der ein Diadem trug und sich wahrscheinlich auch in Purpur kleidete, residierte zudem als erster spartanischer König in einem Palast. Nach Ansicht mehrerer moderner Forscher bemühte sich Nabis aber auch ökonomisch um eine grundlegende Modernisierung, förderte wohl systematisch den Fernhandel und das Kreditwesen und gründete mehrere neue Orte.

## Außenpolitik
Außenpolitisch im ständigen Konflikt mit dem Achaiischen Bund, schloss sich Nabis abwechselnd an den makedonischen König Philipp V., der seine Töchter mit Nabis’ Söhnen verlobte, und die Römer an. 201 v. Chr. griffen seine Truppen Messene an. Es gelang Nabis einige Jahre lang, Sparta als unabhängige Macht zu erhalten und eine eigene Seemacht aufzubauen. Im Krieg zwischen Philipp V. und den Römern stand er anfangs auf Seiten der Antigoniden, und 197 v. Chr. gelang es ihm, Argos zu besetzen, das Philipp räumen musste. Angeblich hatte Philipp Nabis die Stadt, auf die auch die Achaier Anspruch erhoben, freiwillig überlassen; dennoch verständigte sich Nabis anschließend mit den Römern und wechselte die Seiten.
Nach dem Sieg über Philipp V. riefen jedoch Spartas griechische Feinde, die Nabis’ Machtzuwachs fürchteten, die Römer zur Hilfe. 195 v. Chr. führten römische Truppen unter Titus Quinctius Flamininus gemeinsam mit den Achaiern einen Feldzug gegen das eigentlich immer noch mit Rom verbündete Sparta. Als Vorwand diente der Angriff auf Messene. Nabis konnte der Übermacht zwar nicht standhalten, aber eine totale Niederlage vermeiden. Man zwang ihn aber, Argos wieder aufzugeben, und Spartas Macht wurde stark beschnitten. Seine Unabhängigkeit durfte es allerdings ebenso behalten wie die Stadtmauern, die Nabis hatte errichten lassen.
In den folgenden Jahren erlitt Nabis eine Niederlage gegen die Achaier unter Philopoimen und versuchte in verzweifelter Lage, sich Antiochos III. und den Aitolern anzuschließen; er wurde aber 192 v. Chr. von einem aitolischen Offizier ermordet, als dieser fürchtete, Nabis könne sich mit Rom verständigen. Wenig später erzwang Philopoimen den Anschluss Spartas an den Achaiischen Bund.

## Nachleben als „Tyrann“
Das Bild des Nabis in der Überlieferung (z. B. Polybios, Titus Livius) ist stark verzerrt, da vor allem die Hauptquelle Polybios, selbst ein achaiischer Politiker, ihn in ein negatives Licht zu rücken suchte. So wurde ihm als einem angeblich archetypischen Tyrannen z. B. die Erfindung eines speziellen Folterinstruments (Apega) in Form einer „Eisernen Jungfrau“ zugeschrieben. Die literarischen Quellen verschweigen sogar, dass Nabis König war, wie durch Inschriften belegt ist, sondern bezeichnen ihn durchgehend als Tyrann. In der modernen Forschung wird Nabis hingegen, immer öfter als legitimer spartanischer König und Reformer betrachtet, der an der außenpolitischen Konstellation scheiterte.